# Gabriele Reinemer
Gabriele Reinemer (* 1948 in Dresden) ist eine deutsche Malerin, Grafikerin und Bildhauerin.

## Leben und Wirken
Reinemer studierte von 1967 bis 1970 Maskenbild an der Hochschule für Bildende Künste Dresden und arbeitete anschließend bis 1972 an der Staatsoperette Dresden als Maskenbildnerin. Von 1977 bis 1982 schloss sich ein Studium an der Kunsthochschule Berlin-Weißensee an, das sie mit dem Diplom als Plastikerin abschloss. Seit 1982 ist sie freiberuflich als Bildhauerin tätig. Im Jahr 1989 war Reinemer eine der Mitbegründerinnen der Dresdner Sezession 89. 1996 erhielt sie mit der Sezession den Förderpreis der Landeshauptstadt Dresden. Seit 1999 ist sie Mitglied der GEDOK. Darüber hinaus ist sie Vorstandsmitglied des Sächsischen Künstlerbundes. Im Jahr 2007 wurde sie Honorardozentin für Plastisches Gestalten in der Heimerer Schule in Meißen.
Reinemer lebt und arbeitet in Radebeul-Oberlößnitz. Sie ist mit dem Künstlerkollegen Detlef Reinemer verheiratet. Reinemer schuf die Plastik, mit der die Kunstpreisträger der Großen Kreisstadt Radebeul ausgezeichnet werden.